# ماریا الکساندروونا اولیانووا
ماریا الکساندروونا اولیانووا (روسی: Мария Александровна Ульянова؛ ۶ مارس ۱۸۳۵ – ۲۵ ژوئیهٔ ۱۹۱۶) آموزگار اهل روسیه و مادر ولادیمیر لنین، مؤسس اتحاد جماهیر شوروی، بود.
ماریا اولیانووا در سال ۱۸۳۵ با نام اصلی ماریا الکساندروونا بلانک در سن پترزبورگ متولد شد. پدرش الکساندر دیمیترویچ بلانک یک پزشک معروف بود که گفته می‌شود تبار یهودی یا آلمانی داشت. مادرش، آنا ایوانونا گروسچوف، آلمانی سوئدی بود.
او در کودکی در منزل تحصیل کرد و در سال ۱۸۶۳ به عنوان آموزگار در یک دبستان آغاز به کار کرد.